# Línea 203 (Buenos Aires)
Línea 203 es una línea de colectivos interurbana de Argentina. Une Puente Saavedra en el límite del partido de Vicente López y la ciudad de Buenos Aires con las localidades bonaerenses de Maquinista Savio, Pilar, Moreno y Luján.
La línea es operada bajo la razón social Azul S.A.T.A., que también controla la línea 41 y, bajo otras razones sociales, a las líneas 315, 440 y 740. A su vez, Azul S.A.T.A. es propiedad del grupo Rosario Bus.

## Historia
Esta línea junto con la Línea 365 perteneció a la empresa La Independencia S.A. (LISA) desde la primera mitad del siglo XX iniciando sus actividades el 1 de mayo de 1932 cuando la línea comenzó a circular, hasta el día 12 de octubre de 2008, momento en que presentó quiebra. Sus unidades en un principio fueron de colores negro azulado, rojo y amarillo crema, hasta que en sus últimos tiempos presentaba unidades completamente amarillas, adoptado dicho color de las unidades que se adquirían a la empresa Rosario Bus.
Las empresas que obtuvieron la licitación de las líneas de LISA tras su quiebra fueron La Nueva Metropol empresa del misionero Eduardo Zbikoski, dueño entre otras en ese momento de las líneas 65 y 194, que obtuvo la 365 renombrándola como "Independencia Metropolitana" , y la ya mencionada Rosario Bus, del oriundo de esa ciudad Agustín Bermúdez, quien tomó la 203, usando la misma razón social que la Línea 41: Azul S.A.T.A.
Al inicio de la administración de Rosario Bus, las unidades eran de motor delantero y suspensión a ballestas/elásticos (principalmente el chasis OF1722 de Mercedes-Benz), la mayoría cero kilómetro y algunas con aire acondicionado. Paulatinamente se fueron incluyendo buses con motor trasero y suspensión neumática, como los Mercedes-Benz OH 1315Lsb y OH 1718Lsb, con aire acondicionado y ciertas unidades con piso "superbajo" (low entry). Hasta que en 2011 empezaron a llegar unidades del chasis que se adueñaría de la flota: el Mercedes-Benz O 500. Hoy en día, este es el único chasis con el que  están equipadas las unidades de  la flota.

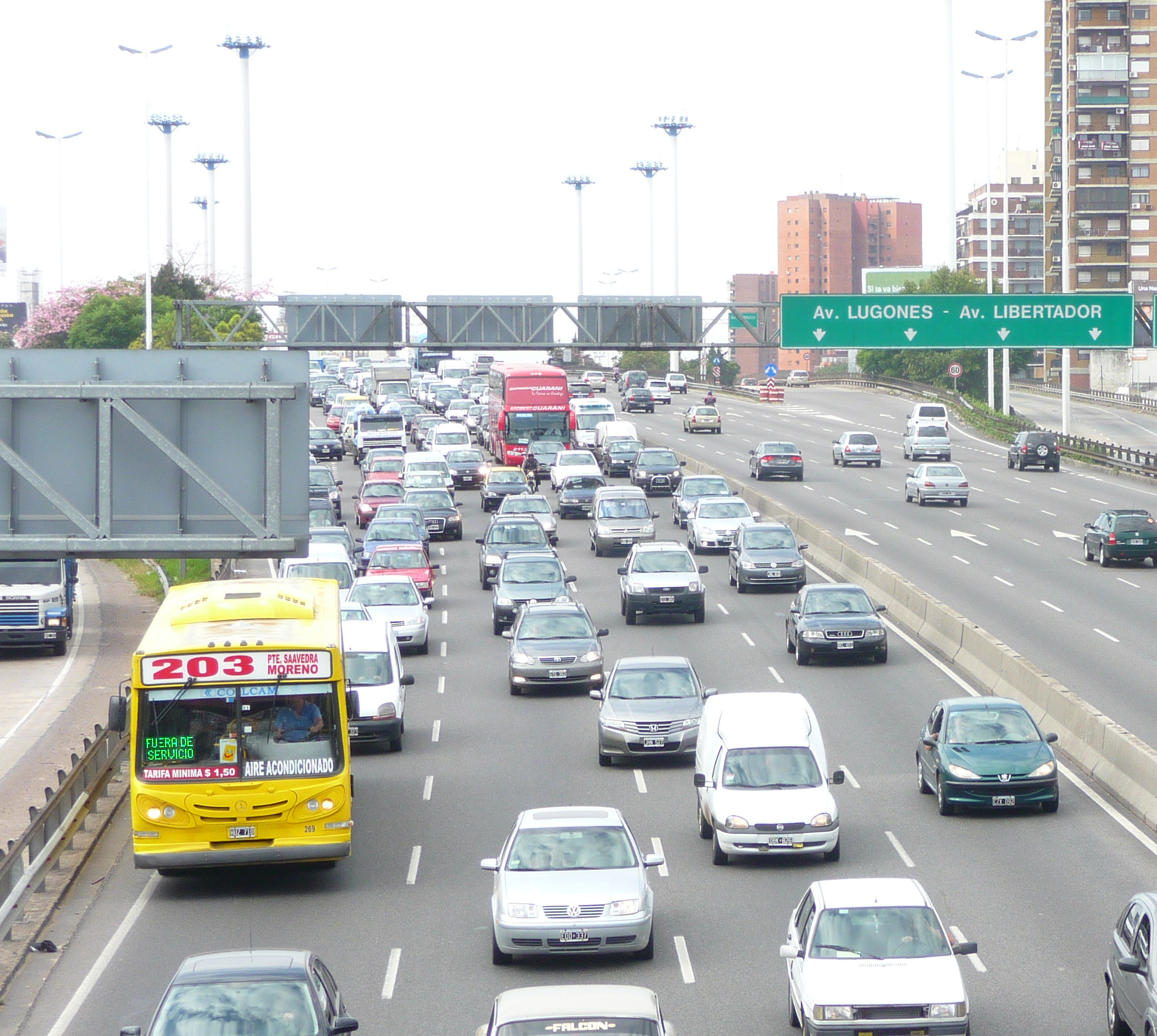
Unidad de la línea 203 en la avenida General Paz.

## Recorridos

### Ida

#### Moreno por Canal
Desde Terminal Pte. Saavedra - Avenida Maipú - Avenida Santa Fe - Avenida Centenario - Avenida Juan D. Perón - Calle Quintana - Ruta 195 - Ruta 197 - Calle 3 de Febrero - Calle Las Heras - Calle Belgrano - Calle 9 de Julio - Calle Besares - Hipólito Yrigoyen (Ruta 202) - Av. Ángel T. de Alvear (Ruta 202) - Av. Gregorio Lemos (Ruta 202) - Av. Ricardo Balbín (Ruta 23) - Calle César Malnatti - Calle Concejal Tribulato - Calle Leandro N. Alem - Av. Ricardo Balbín (Ruta 23) - Av. del Libertador (Ruta 23) - Hasta estación Moreno

#### Moreno por Virreyes
Desde Terminal Pte. Saavedra - Avenida Maipú - Avenida Santa Fe - Avenida Centenario - Avenida Juan D. Perón - Calle Gandolfo - Calle General Lavalle - Avenida Nicolás Avellaneda - Hipólito Yrigóyen (Ruta 202) - Av. Ángel T. de Alvear (Ruta 202) - Av. Gregorio Lemos (Ruta 202) - Av. Ricardo Balbín (Ruta 23) - Calle César Malnatti - Calle Concejal Tribulato - Calle Leandro N. Alem - Av. Ricardo Balbín (Ruta 23) - Av. del Libertador (Ruta 23) - Hasta estación Moreno

#### Moreno por Panamericana
Desde Terminal Pte. Saavedra - Avenida Maipú - Colectora General Paz - Colectora Panamericana - Acceso Norte - Av. Ángel T. de Alvear (Ruta 202) - Av. Gregorio Lemos (Ruta 202) - Av. Ricardo Balbín (Ruta 23) - Calle César Malnatti - Calle Concejal Tribulato - Av. Gaspar Campos - Av. Ricardo Balbín (Ruta 23) - Av. del Libertador (Ruta 23) - Hasta estación Moreno

#### Luján por Panamericana
Desde Terminal Pte. Saavedra - Avenida Maipú - Colectora General Paz - Colectora Panamericana - Acceso Norte - Av. Ángel T. de Alvear (Ruta 202) - Av. Gregorio Lemos (Ruta 202) - Av. Ricardo Balbín (Ruta 23) - Calle César Malnatti - Calle Concejal Tribulato - Calle Leandro N. Alem - Av. Ricardo Balbín (Ruta 23) - Av. del Libertador (Ruta 23) - Estación Moreno - Calle España - Av. Mitre (Ruta 7) - Avenida Victorica - Colectora Gaona - Acceso Oeste (Ruta N. 7) - Ruta Nacional 5 - Av. Constitución (Ruta 7) - Calle San Martín - Avenida Humberto Primo - Av. Carlos Pellegrini (Ruta 7) - Av. Nuestra Señora de Luján - Calle Luis Gogna - Calle Lezica y Torrezuri - Hasta terminal de colectivos Luján

#### Pilar por Ruta 9
Desde Terminal Pte. Saavedra - Avenida Maipú - Avenida Santa Fe - Avenida Centenario - Avenida Juan D. Perón - Calle Quintana - Ruta 195 - Ruta 197 - Av. Juan B. Justo (Ruta 197) - Av. Rivadavia (Ruta 197) - Av. Hipólito Yrigóyen (Ruta 197) - Avenida Constituyentes (Ruta 9) - Av. Juan D. Perón (Ruta 9) - Colectora Panamericana ramal Escobar (Ruta N. 9) - Av. Constitución (Ruta 26) - Av. Ing. Eduardo Madero (Ruta 26) - Av. Arturo U. Illia (Ruta 8) - Av. Sgto. Cayetano Beliera (Ruta 8) - Av. José Uriburu (Ruta 8) - Calle Pedro Lagrave - Calle Mayor Víctor Vergani - Calle Braschi - Calle Nazarre - Hasta estación Pilar

#### Pilar por Ford (Por Av. General Paz)
Desde Terminal Pte. Saavedra - Avenida Maipú  - Colectora General Paz - Colectora Panamericana - Acceso Norte - Panamericana ramal Escobar (Ruta N. 9) - Av. Constitución (Ruta 26) - Av. Ing. Eduardo Madero (Ruta 26) - Av. Arturo U. Illia (Ruta 8) - Av. Sgto. Cayetano Beliera (Ruta 8) - Av. José Uriburu (Ruta 8) - Calle Pedro Lagrave - Calle Mayor Víctor Vergani - Calle Braschi - Calle Nazarre - Hasta estación Pilar

#### Pilar por Ford (Por hospital de Vicente López)
Desde Terminal Pte. Saavedra - Avenida Maipú - Calle Hipólito Yrigoyen - Colectora Panamericana - Acceso Norte - Panamericana ramal Escobar (Ruta N. 9) - Av. Constitución (Ruta 26) - Av. Ing. Eduardo Madero (Ruta 26) - Av. Arturo U. Illia (Ruta 8) - Av. Sgto. Cayetano Beliera (Ruta 8) - Av. José Uriburu- Calle Pedro Lagrave - Calle Mayor Víctor Vergani - Calle Braschi - Calle Nazarre - Hasta estación Pilar

#### Pilar por Del Viso (Por Av. General Paz)
Desde Terminal Pte. Saavedra - Avenida Maipú - Colectora General Paz - Colectora Panamericana - Acceso Norte - Panamericana ramal Pilar (Ruta N. 8) - Av. Ing. Eduardo Madero (Ruta 26) - Av. Arturo U. Illia (Ruta 8) - Av. Sgto. Cayetano Beliera (Ruta 8) - Calle Pedro Lagrave - Calle Mayor Víctor Vergani - Calle Braschi - Calle Nazarre - Hasta estación Pilar

#### Pilar por Del Viso (Por hospital de Vicente López)
Desde Terminal Pte. Saavedra - Avenida Maipú - Calle Hipólito Yrigoyen - Colectora Panamericana - Acceso Norte - Panamericana ramal Pilar (Ruta N. 8) - Av. Ing. Eduardo Madero (Ruta 26) - Av. Arturo U. Illia (Ruta 8) - Av. Sgto. Cayetano Beliera (Ruta 8) - Calle Pedro Lagrave - Calle Mayor Víctor Vergani - Calle Braschi - Calle Nazarre - Hasta estación Pilar

#### Pilar por Peaje
Desde Terminal Pte. Saavedra - Avenida Maipú  - Colectora General Paz - Colectora Panamericana - Acceso Norte - Panamericana ramal Pilar (Ruta N. 8) - Av. Tratado del Pilar (Ruta 25) - Calle Sarratea Ramírez - Calle Mayor Víctor Vergani - Calle Braschi - Calle Nazarre - Hasta estación Pilar

#### Savio por Peaje
Desde Terminal Pte. Saavedra - Avenida Maipú - Colectora General Paz - Colectora Panamericana - Acceso Norte - Panamericana ramal Pilar (Ruta N. 8) - Av. Constitución (Ruta 26) - Hasta estación Maquinista Savio

#### Luján por Gaona
Desde Estación Moreno - Calle España - Av. Mitre (Ruta 7) - Avenida Victorica - Colectora Gaona - Acceso Oeste (Ruta N. 7) - Ruta Nacional 5 - Av. Constitución (Ruta 7) - Calle San Martín - Avenida Humberto Primo - Av. Carlos Pellegrini (Ruta 7) - Av. Nuestra Señora de Luján - Calle Luis Gogna - Calle Lezica y Torrezuri - Hasta terminal de colectivos Luján

### Vuelta

#### Puente Saavedra por Canal
Desde Estación Moreno - Calle España - Av. del Libertador (Ruta 23) - Av. Ricardo Balbín (Ruta 23) - Av. Gregorio Lemos (Ruta 202) - Av. Ángel T. de Alvear (Ruta 202) - Hipólito Yrigoyen (Ruta 202) - Sobremonte - Calle Maipú - Calle Gral. Lavalle - Ruta 197 - Avenida Juan D. Perón - Avenida Centenario - Avenida Santa Fe - Avenida Maipú - Hasta Terminal Pte. Saavedra

#### Puente Saavedra por Virreyes
Desde Estación Moreno - Calle España - Av. del Libertador (Ruta 23) - Av. Ricardo Balbín (Ruta 23) - Av. Gregorio Lemos (Ruta 202) - Av. Ángel T. de Alvear (Ruta 202) - Hipólito Yrigoyen (Ruta 202) - Avenida Nicolás Avellaneda - Calle Belgrano - Calle Quintana - Avenida Juan D. Perón - Avenida Centenario - Avenida Santa Fe - Avenida Maipú - Hasta Terminal Pte. Saavedra

#### Moreno/Puente Saavedra por Panamericana
Desde Estación Moreno - Calle España - Av. del Libertador (Ruta 23) - Av. Ricardo Balbín (Ruta 23) - Av. Gregorio Lemos (Ruta 202) - Av. Ángel T. de Alvear (Ruta 202) - Acceso Norte - Colectora Panamericana - Colectora General Paz - Hasta Terminal Pte. Saavedra

#### Luján/Puente Saavedra por Panamericana
Desde terminal de colectivos Luján - Calle Lezica y Torrezuri - Av. Nuestra Señora de Luján - Av. Carlos Pellegrini (Ruta 7) - Avenida Humberto Primo - Calle Mitre - Av. Constitución (Ruta 7) - Ruta Nacional 5 - Acceso Oeste (Ruta N. 7) - Colectora Gaona - Av. Libertador - Estación Moreno - Calle España - Av. del Libertador (Ruta 23) - Av. Ricardo Balbín (Ruta 23) - Av. Gregorio Lemos (Ruta 202) - Av. Ángel T. de Alvear (Ruta 202) - Acceso Norte - Colectora Panamericana - Colectora General Paz - Hasta Terminal Pte. Saavedra

#### Puente Saavedra por Ruta 9
Desde estación Pilar - Avenida Tomás Márquez - Calle Ituzaingó - Calle Pedro Lagrave - Terminal de Colectivos Pilar - Calle Hipólito Yrigoyen - Av. José Uriburu (Ruta 8) - Av. Sgto. Cayetano Beliera (Ruta 8) - Av. Arturo U. Illia (Ruta 8) - Av. Ing. Eduardo Madero (Ruta 26) - Av. Constitución (Ruta 26) - Colectora Panamericana ramal Escobar (Ruta N. 9) - Av. Juan D. Perón (Ruta 9) - Avenida Constituyentes (Ruta 9) - Av. Hipólito Yrigóyen (Ruta 197) - Av. Rivadavia (Ruta 197) - Av. Juan B. Justo (Ruta 197) - Ruta 197 - Avenida Juan D. Perón - Avenida Centenario - Avenida Santa Fe - Avenida Maipú - Hasta Terminal Pte. Saavedra

#### Puente Saavedra por Ford (Por Av. General Paz)
Desde estación Pilar - Avenida Tomás Márquez - Calle Ituzaingó - Calle Pedro Lagrave - Terminal de Colectivos Pilar - Calle Hipólito Yrigoyen - Av. José Uriburu (Ruta 8) - Av. Sgto. Cayetano Beliera (Ruta 8) - Av. Arturo U. Illia (Ruta 8) - Av. Ing. Eduardo Madero (Ruta 26) - Av. Constitución (Ruta 26) - Panamericana ramal Escobar (Ruta N. 9) - Acceso Norte - Colectora Panamericana - Colectora General Paz - Hasta Terminal Pte. Saavedra

#### Puente Saavedra por Ford (Por hospital de Vicente López)
Desde estación Pilar - Avenida Tomás Márquez - Calle Ituzaingó - Calle Pedro Lagrave - Terminal de Colectivos Pilar - Calle Hipólito Yrigoyen - Av. José Uriburu (Ruta 8) - Av. Sgto. Cayetano Beliera (Ruta 8) - Av. Arturo U. Illia (Ruta 8) - Av. Ing. Eduardo Madero (Ruta 26) - Av. Constitución (Ruta 26) - Panamericana ramal Escobar (Ruta N. 9) - Acceso Norte - Colectora Panamericana - Calle San Martín - Avenida Maipú - Hasta Terminal Pte. Saavedra

#### Puente Saavedra por Del Viso (Por Av. General Paz)
Desde estación Pilar - Avenida Tomás Márquez - Calle Ituzaingó - Calle Pedro Lagrave - Terminal de Colectivos Pilar - Calle Hipólito Yrigoyen - Av. José Uriburu (Ruta 8) - Av. Sgto. Cayetano Beliera (Ruta 8) - Av. Arturo U. Illia (Ruta 8) - Av. Ing. Eduardo Madero (Ruta 26) - Panamericana ramal Pilar (Ruta N. 8) - Acceso Norte - Colectora Panamericana - Colectora General Paz - Hasta Terminal Pte. Saavedra

#### Puente Saavedra por Del Viso (Por hospital de Vicente López)
Desde estación Pilar - Avenida Tomás Márquez - Calle Ituzaingó - Calle Pedro Lagrave - Terminal de Colectivos Pilar - Calle Hipólito Yrigoyen - Av. José Uriburu (Ruta 8) - Av. Sgto. Cayetano Beliera (Ruta 8) - Av. Arturo U. Illia (Ruta 8) - Av. Ing. Eduardo Madero (Ruta 26) - Panamericana ramal Pilar (Ruta N. 8) - Acceso Norte - Colectora Panamericana - Calle San Martín - Avenida Maipú - Hasta Terminal Pte. Saavedra

#### Pilar/Puente Saavedra por Peaje
Desde estación Pilar - Avenida Tomás Márquez - Calle Ituzaingó - Calle Pedro Lagrave - Terminal de Colectivos Pilar - Calle Hipólito Yrigoyen - Calle Uruguay (Ruta 8) - Av. Tratado del Pilar (Ruta 25) - Panamericana ramal Pilar (Ruta N. 8) - Acceso Norte - Colectora Panamericana - Colectora General Paz - Hasta Terminal Pte. Saavedra

#### Savio/Puente Saavedra por Peaje
Desde estación Maquinista Savio - Av. Constitución (Ruta 26) - Panamericana ramal Pilar (Ruta N. 8) - Acceso Norte - Colectora Panamericana - Colectora General Paz - Hasta Terminal Pte. Saavedra

#### Moreno por Gaona
Desde terminal de colectivos Luján - Calle Lezica y Torrezuri - Av. Nuestra Señora de Luján - Av. Carlos Pellegrini (Ruta 7) - Avenida Humberto Primo - Calle Mitre - Av. Constitución (Ruta 7) - Ruta Nacional 5 - Acceso Oeste (Ruta N. 7) - Colectora Gaona - Av. Libertador Hasta Est. Moreno

## Flota
Todos tienen aire acondicionado y todos tienen chasis Mercedes Benz O-500 U
Unidades en Circulación: 244
| Ficha: | Interno: | Base:  | Patente: | Año: | Carrocería:                            | Chasis:               | Motor:                      |
| ------ | -------- | ------ | -------- | ---- | -------------------------------------- | --------------------- | --------------------------- |
| 3108   | 135      | Moreno | MHG630   | 2013 | Nuovobus Bam Bam, 2 puertas.           | Mercedes Benz O-500 U | Mercedes Benz O-500 U ZF    |
| 3199   | 125      | Moreno | MZU113   | 2013 | Nuovobus Bam Bam, 2 puertas.           | Mercedes Benz O-500 U | Mercedes Benz O-500 U Voith |
| 3531   | 280      | Moreno | OLN742   | 2015 | La Favorita GR II, 2 puertas.          | Mercedes Benz O-500 U | Mercedes Benz O-500 U Voith |
| 3732   | 149      | Moreno | PAW272   | 2015 | Metalpar Iguazú II, 3 puertas.         | Mercedes Benz O-500 U | Mercedes Benz O-500 U Voith |
| 3733   | 217      | Pilar  | OZD438   | 2015 | Metalpar Iguazú II, 3 puertas.         | Mercedes Benz O-500 U | Mercedes Benz O-500 U Voith |
| 3744   | 242      | Moreno | PAW269   | 2015 | Metalpar Iguazú II, 3 puertas.         | Mercedes Benz O-500 U | Mercedes Benz O-500 U Voith |
| 3745   | 241      | Pilar  | PAW267   | 2015 | Metalpar Iguazú II, 3 puertas.         | Mercedes Benz O-500 U | Mercedes Benz O-500 U Voith |
| 3746   | 265      | Pilar  | PAW268   | 2015 | Metalpar Iguazú II, 3 puertas.         | Mercedes Benz O-500 U | Mercedes Benz O-500 U Voith |
| 3747   | 171      | Moreno | PAW266   | 2015 | Metalpar Iguazú II, 3 puertas.         | Mercedes Benz O-500 U | Mercedes Benz O-500 U Voith |
| 3748   | 309      | Moreno | OZD439   | 2015 | Metalpar Iguazú II, 3 puertas.         | Mercedes Benz O-500 U | Mercedes Benz O-500 U Voith |
| 3749   | 161      | Moreno | OZD440   | 2015 | Metalpar Iguazú II, 3 puertas.         | Mercedes Benz O-500 U | Mercedes Benz O-500 U Voith |
| 3750   | 243      | Pilar  | OZD444   | 2015 | Metalpar Iguazú II, 3 puertas.         | Mercedes Benz O-500 U | Mercedes Benz O-500 U Voith |
| 3751   | 234      | Moreno | OZD450   | 2015 | Metalpar Iguazú II, 3 puertas.         | Mercedes Benz O-500 U | Mercedes Benz O-500 U Voith |
| 3752   | 180      | Pilar  | PBM415   | 2015 | Metalpar Iguazú II, 3 puertas.         | Mercedes Benz O-500 U | Mercedes Benz O-500 U Voith |
| 3753   | 306      | Pilar  | PBM414   | 2015 | Metalpar Iguazú II, 3 puertas.         | Mercedes Benz O-500 U | Mercedes Benz O-500 U Voith |
| 3755   | 220      | Moreno | PAW273   | 2015 | Metalpar Iguazú II, 3 puertas.         | Mercedes Benz O-500 U | Mercedes Benz O-500 U Voith |
| 3756   | 148      | Pilar  | PAW271   | 2015 | Metalpar Iguazú II, 3 puertas.         | Mercedes Benz O-500 U | Mercedes Benz O-500 U Voith |
| 3757   | 156      | Pilar  | PBM413   | 2015 | Metalpar Iguazú II, 3 puertas.         | Mercedes Benz O-500 U | Mercedes Benz O-500 U Voith |
| 3758   | 162      | Moreno | OZD451   | 2015 | Metalpar Iguazú II, 3 puertas.         | Mercedes Benz O-500 U | Mercedes Benz O-500 U Voith |
| 3759   |          | Pilar  | OZD452   | 2015 | Metalpar Iguazú II, 3 puertas.         | Mercedes Benz O-500 U | Mercedes Benz O-500 U Voith |
| 3760   |          | Moreno | PAW264   | 2015 | Metalpar Iguazú II, 3 puertas.         | Mercedes Benz O-500 U | Mercedes Benz O-500 U Voith |
| 3761   | 153      | Pilar  | OZD437   | 2015 | Metalpar Iguazú II, 3 puertas.         | Mercedes Benz O-500 U | Mercedes Benz O-500 U Voith |
| 3777   | 300      | Pilar  | PDM158   | 2015 | Metalpar Iguazú II, 3 puertas.         | Mercedes Benz O-500 U | Mercedes Benz O-500 U Voith |
| 3778   | 214      | Pilar  | PDM156   | 2015 | Metalpar Iguazú II, 3 puertas.         | Mercedes Benz O-500 U | Mercedes Benz O-500 U Voith |
| 3779   | 255      | Moreno | PDM159   | 2015 | Metalpar Iguazú II, 3 puertas.         | Mercedes Benz O-500 U | Mercedes Benz O-500 U Voith |
| 3780   | 212      | Moreno | PEW223   | 2015 | Metalpar Iguazú II, 3 puertas.         | Mercedes Benz O-500 U | Mercedes Benz O-500 U Voith |
| 3784   | 187      | Pilar  | PEQ872   | 2015 | La Favorita GR II, 3 puertas.          | Mercedes Benz O-500 U | Mercedes Benz O-500 U Voith |
| 3786   | 271      | Pilar  | PEQ868   | 2015 | La Favorita GR II, 3 puertas.          | Mercedes Benz O-500 U | Mercedes Benz O-500 U Voith |
| 3787   | 227      | Pilar  | PEQ874   | 2015 | La Favorita GR II, 3 puertas.          | Mercedes Benz O-500 U | Mercedes Benz O-500 U Voith |
| 3788   | 324      | Pilar  | PEQ867   | 2015 | La Favorita GR II, 3 puertas.          | Mercedes Benz O-500 U | Mercedes Benz O-500 U Voith |
| 3789   | 151      | Pilar  | PEQ876   | 2015 | La Favorita GR II, 3 puertas.          | Mercedes Benz O-500 U | Mercedes Benz O-500 U Voith |
| 3792   | 207      | Pilar  | PEQ864   | 2015 | La Favorita GR II, 3 puertas.          | Mercedes Benz O-500 U | Mercedes Benz O-500 U Voith |
| 3793   | 284      | Pilar  | PEQ875   | 2015 | La Favorita GR II, 3 puertas.          | Mercedes Benz O-500 U | Mercedes Benz O-500 U Voith |
| 3809   | 173      | Moreno | PJT774   | 2016 | Metalpar Iguazú II, 3 puertas.         | Mercedes Benz O-500 U | Mercedes Benz O-500 U Voith |
| 3812   | 308      | Moreno | PJT764   | 2016 | Metalpar Iguazú II, 3 puertas.         | Mercedes Benz O-500 U | Mercedes Benz O-500 U Voith |
| 3813   | 172      | Moreno | PJT766   | 2016 | Metalpar Iguazú II, 3 puertas.         | Mercedes Benz O-500 U | Mercedes Benz O-500 U Voith |
| 3814   |          | Moreno | PJT768   | 2016 | Metalpar Iguazú II, 3 puertas.         | Mercedes Benz O-500 U | Mercedes Benz O-500 U Voith |
| 3815   | 282      | Moreno | PJT775   | 2016 | Metalpar Iguazú II, 3 puertas.         | Mercedes Benz O-500 U | Mercedes Benz O-500 U Voith |
| 3816   | 294      | Moreno | PJT762   | 2016 | Metalpar Iguazú II, 3 puertas.         | Mercedes Benz O-500 U | Mercedes Benz O-500 U Voith |
| 3817   | 219      | Moreno | PJT765   | 2016 | Metalpar Iguazú II, 3 puertas.         | Mercedes Benz O-500 U | Mercedes Benz O-500 U Voith |
| 3822   | 225      | Pilar  | PJT795   | 2016 | Metalpar Iguazú II, 3 puertas.         | Mercedes Benz O-500 U | Mercedes Benz O-500 U Voith |
| 3823   |          | Moreno | PJT793   | 2016 | Metalpar Iguazú II, 3 puertas.         | Mercedes Benz O-500 U | Mercedes Benz O-500 U Voith |
| 3824   | 202      | Pilar  | PMR780   | 2016 | Metalpar Iguazú II, 3 puertas.         | Mercedes Benz O-500 U | Mercedes Benz O-500 U Voith |
| 3825   | 221      | Moreno | PMR774   | 2016 | Metalpar Iguazú II, 3 puertas.         | Mercedes Benz O-500 U | Mercedes Benz O-500 U Voith |
| 3826   | 244      | Pilar  | PMR772   | 2016 | Metalpar Iguazú II, 3 puertas.         | Mercedes Benz O-500 U | Mercedes Benz O-500 U Voith |
| 3827   | 194      | Moreno | PJT792   | 2016 | Metalpar Iguazú II, 3 puertas.         | Mercedes Benz O-500 U | Mercedes Benz O-500 U Voith |
| 3843   | 174      | Moreno | PJT794   | 2016 | Metalpar Iguazú II, 3 puertas.         | Mercedes Benz O-500 U | Mercedes Benz O-500 U Voith |
| 3844   | 188      | Moreno | PMR779   | 2016 | Metalpar Iguazú II, 3 puertas.         | Mercedes Benz O-500 U | Mercedes Benz O-500 U Voith |
| 3845   | 251      | Moreno | PMR778   | 2016 | Metalpar Iguazú II, 3 puertas.         | Mercedes Benz O-500 U | Mercedes Benz O-500 U Voith |
| 3846   | 301      | Pilar  | PMR782   | 2016 | Metalpar Iguazú II, 3 puertas          | Mercedes Benz O-500 U | Mercedes Benz O-500 U Voith |
| 3847   | 159      | Moreno | PPN511   | 2016 | Metalpar Iguazú II, 3 puertas.         | Mercedes Benz O-500 U | Mercedes Benz O-500 U Voith |
| 3848   | 195      | Moreno | PPN512   | 2016 | Metalpar Iguazú II, 3 puertas.         | Mercedes Benz O-500 U | Mercedes Benz O-500 U Voith |
| 3849   | 238      | Moreno | PMR784   | 2016 | Metalpar Iguazú II, 3 puertas.         | Mercedes Benz O-500 U | Mercedes Benz O-500 U Voith |
| 3850   | 295      | Moreno | PPN510   | 2016 | Metalpar Iguazú II, 3 puertas.         | Mercedes Benz O-500 U | Mercedes Benz O-500 U Voith |
| 3851   | 258      | Moreno | PMR787   | 2016 | Metalpar Iguazú II, 3 puertas.         | Mercedes Benz O-500 U | Mercedes Benz O-500 U Voith |
| 3852   | 290      | Moreno | PMR788   | 2016 | Metalpar Iguazú II, 3 puertas.         | Mercedes Benz O-500 U | Mercedes Benz O-500 U Voith |
| 3853   | 143      | Moreno | PMR781   | 2016 | Metalpar Iguazú II, 3 puertas.         | Mercedes Benz O-500 U | Mercedes Benz O-500 U Voith |
| 3854   | 288      | Moreno | PMR783   | 2016 | Metalpar Iguazú II, 3 puertas.         | Mercedes Benz O-500 U | Mercedes Benz O-500 U Voith |
| 3855   | 286      | Moreno | PMR786   | 2016 | Metalpar Iguazú II, 3 puertas.         | Mercedes Benz O-500 U | Mercedes Benz O-500 U Voith |
| 3856   | 314      | Moreno | PMR792   | 2016 | Metalpar Iguazú II, 3 puertas.         | Mercedes Benz O-500 U | Mercedes Benz O-500 U Voith |
| 3857   | 256      | Pilar  | PMR789   | 2016 | Metalpar Iguazú II, 3 puertas.         | Mercedes Benz O-500 U | Mercedes Benz O-500 U Voith |
| 3858   | 140      | Moreno | PMR799   | 2016 | Metalpar Iguazú II, 3 puertas.         | Mercedes Benz O-500 U | Mercedes Benz O-500 U Voith |
| 3859   | 302      | Moreno | PMR790   | 2016 | Metalpar Iguazú II, 3 puertas.         | Mercedes Benz O-500 U | Mercedes Benz O-500 U Voith |
| 4086   |          | Pilar  | AC097GC  | 2017 | Metalpar Iguazú III, 2 puertas.        | Mercedes Benz O-500 U | Mercedes Benz O-500 U Voith |
| 4087   |          | Pilar  | AC097GA  | 2017 | Metalpar Iguazú III, 2 puertas.        | Mercedes Benz O-500 U | Mercedes Benz O-500 U Voith |
| 4088   |          | Pilar  | AC097FZ  | 2017 | Metalpar Iguazú III, 2 puertas.        | Mercedes Benz O-500 U | Mercedes Benz O-500 U Voith |
| 4101   |          | Pilar  | AC581GS  | 2018 | Metalpar Iguazú III, 2 puertas         | Mercedes Benz O-500 U | Mercedes Benz O-500 U Voith |
| 4102   |          | Pilar  | AC581GT  | 2018 | Metalpar Iguazú III, 2 puertas.        | Mercedes Benz O-500 U | Mercedes Benz O-500 U Voith |
| 4103   |          | Pilar  | AC768AY  | 2018 | Metalpar Iguazú III, 2 puertas.        | Mercedes Benz O-500 U | Mercedes Benz O-500 U Voith |
| 4104   |          | Pilar  | AC472XF  | 2018 | Metalpar Iguazú III, 2 puertas.        | Mercedes Benz O-500 U | Mercedes Benz O-500 U Voith |
| 4106   |          | Pilar  | AC472XA  | 2018 | Metalpar Iguazú III, 2 puertas.        | Mercedes Benz O-500 U | Mercedes Benz O-500 U Voith |
| 4107   |          | Pilar  | AC658YO  | 2018 | Metalpar Iguazú III, 2 puertas.        | Mercedes Benz O-500 U | Mercedes Benz O-500 U Voith |
| 4108   |          | Pilar  | AC581GQ  | 2018 | Metalpar Iguazú III, 2 puertas.        | Mercedes Benz O-500 U | Mercedes Benz O-500 U Voith |
| 4109   |          | Pilar  | AC658YR  | 2018 | Metalpar Iguazú III, 2 puertas.        | Mercedes Benz O-500 U | Mercedes Benz O-500 U Voith |
| 4110   |          | Pilar  | AC472XE  | 2018 | Metalpar Iguazú III, 2 puertas.        | Mercedes Benz O-500 U | Mercedes Benz O-500 U Voith |
| 4113   |          | Pilar  | AC581GP  | 2018 | Metalpar Iguazú III, 2 puertas.        | Mercedes Benz O-500 U | Mercedes Benz O-500 U Voith |
| 4125   |          | Pilar  | AC472XG  | 2018 | Metalpar Iguazú III, 2 puertas.        | Mercedes Benz O-500 U | Mercedes Benz O-500 U Voith |
| 4126   |          | Pilar  | AC768BJ  | 2018 | Metalpar Iguazú III, 2 puertas.        | Mercedes Benz O-500 U | Mercedes Benz O-500 U Voith |
| 4127   |          | Pilar  | AC768AW  | 2018 | Metalpar Iguazú III, 2 puertas.        | Mercedes Benz O-500 U | Mercedes Benz O-500 U Voith |
| 4128   |          | Pilar  | AC768BK  | 2018 | Metalpar Iguazú III, 2 puertas.        | Mercedes Benz O-500 U | Mercedes Benz O-500 U Voith |
| 4129   |          | Pilar  | AC472XG  | 2018 | Metalpar Iguazú III, 2 puertas.        | Mercedes Benz O-500 U | Mercedes Benz O-500 U Voith |
| 4130   |          | Pilar  | AC768BM  | 2018 | Metalpar Iguazú III, 2 puertas.        | Mercedes Benz O-500 U | Mercedes Benz O-500 U Voith |
| 4131   |          | Pilar  | AC768BL  | 2018 | Metalpar Iguazú III, 2 puertas.        | Mercedes Benz O-500 U | Mercedes Benz O-500 U Voith |
| 4132   |          | Pilar  | AC658YI  | 2018 | Metalpar Iguazú III, 2 puertas.        | Mercedes Benz O-500 U | Mercedes Benz O-500 U Voith |
| 4133   |          | Pilar  | AC658YK  | 2018 | Metalpar Iguazú III, 2 puertas.        | Mercedes Benz O-500 U | Mercedes Benz O-500 U Voith |
| 4134   |          | Pilar  | AC581GR  | 2018 | Metalpar Iguazú III, 2 puertas.        | Mercedes Benz O-500 U | Mercedes Benz O-500 U Voith |
| 4135   |          | Pilar  | AC768AX  | 2018 | Metalpar Iguazú III, 2 puertas.        | Mercedes Benz O-500 U | Mercedes Benz O-500 U Voith |
| 4136   |          | Pilar  | AC658YP  | 2018 | Metalpar Iguazú III, 2 puertas.        | Mercedes Benz O-500 U | Mercedes Benz O-500 U Voith |
| 4167   |          | Moreno | AD187UI  | 2018 | Metalpar Iguazú III, 3 puertas.        | Mercedes Benz O-500 U | Mercedes Benz O-500 U Voith |
| 4168   |          | Moreno | AD187UH  | 2018 | Metalpar Iguazú III, 3 puertas.        | Mercedes Benz O-500 U | Mercedes Benz O-500 U Voith |
| 4170   |          | Pilar  | AD187UM  | 2018 | Metalpar Iguazú III, 3 puertas.        | Mercedes Benz O-500 U | Mercedes Benz O-500 U Voith |
| 4171   |          | Moreno | AD187UN  | 2018 | Metalpar Iguazú III, 3 puertas.        | Mercedes Benz O-500 U | Mercedes Benz O-500 U Voith |
| 4172   |          | Moreno | AD226XJ  | 2018 | Metalpar Iguazú III, 3 puertas.        | Mercedes Benz O-500 U | Mercedes Benz O-500 U Voith |
| 4173   |          | Moreno | AD226XW  | 2018 | Metalpar Iguazú III, 3 puertas.        | Mercedes Benz O-500 U | Mercedes Benz O-500 U Voith |
| 4174   |          | Moreno | AD226XN  | 2018 | Metalpar Iguazú III, 3 puertas.        | Mercedes Benz O-500 U | Mercedes Benz O-500 U Voith |
| 4175   |          | Pilar  | AD226AE  | 2018 | Metalpar Iguazú III, 3 puertas.        | Mercedes Benz O-500 U | Mercedes Benz O-500 U Voith |
| 4177   |          | Moreno | AD254AG  | 2018 | Metalpar Iguazú III, 3 puertas.        | Mercedes Benz O-500 U | Mercedes Benz O-500 U Voith |
| 4178   |          | Moreno | AD278TW  | 2018 | Metalpar Iguazú III, 3 puertas.        | Mercedes Benz O-500 U | Mercedes Benz O-500 U Voith |
| 4179   |          | Moreno | AD226XK  | 2018 | Metalpar Iguazú III, 3 puertas.        | Mercedes Benz O-500 U | Mercedes Benz O-500 U Voith |
| 4180   |          | Moreno | AD254AF  | 2018 | Metalpar Iguazú III, 3 puertas.        | Mercedes Benz O-500 U | Mercedes Benz O-500 U Voith |
| 4181   |          | Moreno | AD278TU  | 2018 | Metalpar Iguazú III, 3 puertas.        | Mercedes Benz O-500 U | Mercedes Benz O-500 U Voith |
| 4182   |          | Pilar  | AD254AH  | 2018 | Metalpar Iguazú III, 3 puertas.        | Mercedes Benz O-500 U | Mercedes Benz O-500 U Voith |
| 4184   |          | Pilar  | AD278TX  | 2018 | Metalpar Iguazú III, 3 puertas.        | Mercedes Benz O-500 U | Mercedes Benz O-500 U Voith |
| 4185   |          | Pilar  | AD278TS  | 2018 | Metalpar Iguazú III, 3 puertas.        | Mercedes Benz O-500 U | Mercedes Benz O-500 U Voith |
| 4186   |          | Pilar  | AD254AA  | 2018 | Metalpar Iguazú III, 3 puertas.        | Mercedes Benz O-500 U | Mercedes Benz O-500 U Voith |
| 4187   |          | Pilar  | AD226XM  | 2018 | Metalpar Iguazú III, 3 puertas.        | Mercedes Benz O-500 U | Mercedes Benz O-500 U Voith |
| 4188   |          | Pilar  | AD226XZ  | 2018 | Metalpar Iguazú III, 3 puertas.        | Mercedes Benz O-500 U | Mercedes Benz O-500 U Voith |
| 4189   |          | Moreno | AD226XY  | 2018 | Metalpar Iguazú III, 3 puertas.        | Mercedes Benz O-500 U | Mercedes Benz O-500 U Voith |
| 4190   |          | Pilar  | AD226XX  | 2018 | Metalpar Iguazú III, 3 puertas.        | Mercedes Benz O-500 U | Mercedes Benz O-500 U Voith |
| 4218   |          | Pilar  | AD459ZV  | 2018 | Metalpar Iguazú III, 3 puertas.        | Mercedes Benz O-500 U | Mercedes Benz O-500 U Voith |
| 4219   |          | Pilar  | AD459ZP  | 2018 | Metalpar Iguazú III, 3 puertas.        | Mercedes Benz O-500 U | Mercedes Benz O-500 U Voith |
| 4220   |          | Pilar  | AD459ZR  | 2018 | Metalpar Iguazú III, 3 puertas.        | Mercedes Benz O-500 U | Mercedes Benz O-500 U Voith |
| 4221   |          | Moreno | AD459ZT  | 2018 | Metalpar Iguazú III, 3 puertas.        | Mercedes Benz O-500 U | Mercedes Benz O-500 U Voith |
| 4222   |          | Pilar  | AD459ZU  | 2018 | Metalpar Iguazú III, 3 puertas.        | Mercedes Benz O-500 U | Mercedes Benz O-500 U Voith |
| 4223   |          | Pilar  | AD459ZO  | 2018 | Metalpar Iguazú III, 3 puertas.        | Mercedes Benz O-500 U | Mercedes Benz O-500 U Voith |
| 4224   |          | Pilar  | AD460AH  | 2019 | Metalpar Iguazú III, 3 puertas.        | Mercedes Benz O-500 U | Mercedes Benz O-500 U Voith |
| 4225   |          | Pilar  | AD460AP  | 2019 | Metalpar Iguazú III, 3 puertas.        | Mercedes Benz O-500 U | Mercedes Benz O-500 U Voith |
| 4226   |          | Pilar  | AD460AU  | 2019 | Metalpar Iguazú III, 3 puertas.        | Mercedes Benz O-500 U | Mercedes Benz O-500 U Voith |
| 4227   |          | Pilar  | AD460AM  | 2019 | Metalpar Iguazú III, 3 puertas.        | Mercedes Benz O-500 U | Mercedes Benz O-500 U Voith |
| 4228   |          | Pilar  | AD460AK  | 2019 | Metalpar Iguazú III, 3 puertas.        | Mercedes Benz O-500 U | Mercedes Benz O-500 U Voith |
| 4229   |          | Pilar  | AD460AT  | 2019 | Metalpar Iguazú III, 3 puertas.        | Mercedes Benz O-500 U | Mercedes Benz O-500 U Voith |
| 4230   |          | Pilar  | AD460AV  | 2019 | Metalpar Iguazú III, 3 puertas.        | Mercedes Benz O-500 U | Mercedes Benz O-500 U Voith |
| 4233   |          | Pilar  | AD460AL  | 2019 | Metalpar Iguazú III, 3 puertas.        | Mercedes Benz O-500 U | Mercedes Benz O-500 U Voith |
| 4259   |          | Moreno | AD637QQ  | 2019 | Metalpar Iguazú III, 3 puertas.        | Mercedes Benz O-500 U | Mercedes Benz O-500 U Voith |
| 4260   |          | Moreno | AD637QC  | 2019 | Metalpar Iguazú III, 3 puertas.        | Mercedes Benz O-500 U | Mercedes Benz O-500 U Voith |
| 4262   |          | Moreno | AD637QP  | 2019 | Metalpar Iguazú III, 3 puertas.        | Mercedes Benz O-500 U | Mercedes Benz O-500 U Voith |
| 4263   |          | Moreno | AD637QO  | 2019 | Metalpar Iguazú III, 3 puertas.        | Mercedes Benz O-500 U | Mercedes Benz O-500 U Voith |
| 4264   |          | Moreno | AD637QH  | 2019 | Metalpar Iguazú III, 3 puertas.        | Mercedes Benz O-500 U | Mercedes Benz O-500 U Voith |
| 4265   |          | Moreno | AD637QI  | 2019 | Metalpar Iguazú III, 3 puertas.        | Mercedes Benz O-500 U | Mercedes Benz O-500 U Voith |
| 4266   |          | Pilar  | AD637KZ  | 2019 | Metalpar Iguazú III, 3 puertas.        | Mercedes Benz O-500 U | Mercedes Benz O-500 U Voith |
| 4267   |          | Moreno | AD637QR  | 2019 | Metalpar Iguazú III, 3 puertas.        | Mercedes Benz O-500 U | Mercedes Benz O-500 U Voith |
| 4269   |          | Moreno | AD637QK  | 2019 | Metalpar Iguazú III, 3 puertas.        | Mercedes Benz O-500 U | Mercedes Benz O-500 U Voith |
| 4270   |          | Moreno | AD637QF  | 2019 | Metalpar Iguazú III, 3 puertas.        | Mercedes Benz O-500 U | Mercedes Benz O-500 U Voith |
| 4271   |          | Moreno | AD637QA  | 2019 | Metalpar Iguazú III, 3 puertas.        | Mercedes Benz O-500 U | Mercedes Benz O-500 U Voith |
| 4272   |          | Pilar  | AD637QG  | 2019 | Metalpar Iguazú III, 3 puertas.        | Mercedes Benz O-500 U | Mercedes Benz O-500 U Voith |
| 4273   |          | Moreno | AD637QS  | 2019 | Metalpar Iguazú III, 3 puertas.        | Mercedes Benz O-500 U | Mercedes Benz O-500 U Voith |
| 4274   |          | Moreno | AD637QT  | 2019 | Metalpar Iguazú III, 3 puertas.        | Mercedes Benz O-500 U | Mercedes Benz O-500 U Voith |
| 4303   |          | Moreno | AE159XT  | 2020 | Nuovobus Menghi, 3 puertas.            | Mercedes Benz O-500 U | Mercedes Benz O-500 U Voith |
| 4304   |          | Moreno | AE159XM  | 2020 | Nuovobus Menghi, 3 puertas.            | Mercedes Benz O-500 U | Mercedes Benz O-500 U Voith |
| 4305   |          | Moreno | AE159XN  | 2020 | Nuovobus Menghi, 3 puertas.            | Mercedes Benz O-500 U | Mercedes Benz O-500 U Voith |
| 4306   |          | Moreno | AE159XO  | 2020 | Nuovobus Menghi, 3 puertas.            | Mercedes Benz O-500 U | Mercedes Benz O-500 U Voith |
| 4307   |          | Moreno | AE292RP  | 2020 | Nuovobus Menghi, 3 puertas.            | Mercedes Benz O-500 U | Mercedes Benz O-500 U Voith |
| 4308   |          | Moreno | AE159XU  | 2020 | Nuovobus Menghi, 3 puertas.            | Mercedes Benz O-500 U | Mercedes Benz O-500 U Voith |
| 4309   |          | Moreno | AE394MD  | 2020 | Nuovobus Menghi, 3 puertas.            | Mercedes Benz O-500 U | Mercedes Benz O-500 U Voith |
| 4310   |          | Moreno | AE340CZ  | 2020 | Nuovobus Menghi, 3 puertas.            | Mercedes Benz O-500 U | Mercedes Benz O-500 U Voith |
| 4311   |          | Moreno | AE394MS  | 2020 | Nuovobus Menghi, 3 puertas.            | Mercedes Benz O-500 U | Mercedes Benz O-500 U Voith |
| 4312   |          | Moreno | AE394MR  | 2020 | Nuovobus Menghi, 3 puertas.            | Mercedes Benz O-500 U | Mercedes Benz O-500 U Voith |
| 4313   |          | Moreno | AE394MB  | 2020 | Nuovobus Menghi, 3 puertas.            | Mercedes Benz O-500 U | Mercedes Benz O-500 U Voith |
| 4314   |          | Moreno | AE394MA  | 2020 | Nuovobus Menghi, 3 puertas.            | Mercedes Benz O-500 U | Mercedes Benz O-500 U Voith |
| 4315   |          | Moreno | AE394MU  | 2020 | Nuovobus Cittá, 3 puertas.             | Mercedes Benz O-500 U | Mercedes Benz O-500 U Voith |
| 4316   |          | Moreno | AE394MT  | 2020 | Nuovobus Cittá, 3 puertas.             | Mercedes Benz O-500 U | Mercedes Benz O-500 U Voith |
| 4317   |          | Moreno | AE425UE  | 2020 | Nuovobus Cittá, 3 puertas.             | Mercedes Benz O-500 U | Mercedes Benz O-500 U Voith |
| 4318   |          | Moreno | AE425UH  | 2020 | Nuovobus Cittá, 3 puertas.             | Mercedes Benz O-500 U | Mercedes Benz O-500 U Voith |
| 4319   |          | Moreno | AE425UF  | 2020 | Nuovobus Cittá, 3 puertas.             | Mercedes Benz O-500 U | Mercedes Benz O-500 U Voith |
| 4320   |          | Moreno | AE425UD  | 2020 | Nuovobus Cittá, 3 puertas.             | Mercedes Benz O-500 U | Mercedes Benz O-500 U Voith |
| 4321   |          | Moreno | AE425UJ  | 2020 | Nuovobus Cittá, 3 puertas.             | Mercedes Benz O-500 U | Mercedes Benz O-500 U Voith |
| 4322   |          | Moreno | AE425UI  | 2020 | Nuovobus Cittá, 3 puertas.             | Mercedes Benz O-500 U | Mercedes Benz O-500 U Voith |
| 4323   |          | Moreno | AE425UC  | 2020 | Nuovobus Cittá, 3 puertas.             | Mercedes Benz O-500 U | Mercedes Benz O-500 U Voith |
| 4324   |          | Moreno | AE394MZ  | 2020 | Nuovobus Cittá, 3 puertas.             | Mercedes Benz O-500 U | Mercedes Benz O-500 U Voith |
| 4325   |          | Moreno | AE425UA  | 2020 | Nuovobus Cittá, 3 puertas.             | Mercedes Benz O-500 U | Mercedes Benz O-500 U Voith |
| 4326   |          | Moreno | AE425UB  | 2020 | Nuovobus Cittá, 3 puertas.             | Mercedes Benz O-500 U | Mercedes Benz O-500 U Voith |
| 4328   |          | Moreno | AD329UJ  | 2018 | Metalpar Iguazú III, 3 puertas.        | Mercedes Benz O-500 U | Mercedes Benz O-500 U Voith |
| 4329   |          | Moreno | AD329UK  | 2018 | Metalpar Iguazú III, 3 puertas.        | Mercedes Benz O-500 U | Mercedes Benz O-500 U Voith |
| 4330   |          | Moreno | AD329UM  | 2018 | Metalpar Iguazú III, 3 puertas.        | Mercedes Benz O-500 U | Mercedes Benz O-500 U Voith |
| 4331   |          | Moreno | AD329UO  | 2018 | Metalpar Iguazú III, 3 puertas.        | Mercedes Benz O-500 U | Mercedes Benz O-500 U Voith |
| 4333   |          | Moreno | AD329UQ  | 2018 | Metalpar Iguazú III, 3 puertas.        | Mercedes Benz O-500 U | Mercedes Benz O-500 U Voith |
| 4335   |          | Pilar  | AD511PH  | 2018 | Metalpar Iguazú III, 3 puertas.        | Mercedes Benz O-500 U | Mercedes Benz O-500 U Voith |
| 4336   |          | Moreno | AD511PK  | 2018 | Metalpar Iguazú III, 3 puertas.        | Mercedes Benz O-500 U | Mercedes Benz O-500 U Voith |
| 4338   |          | Moreno | AD511PM  | 2018 | Metalpar Iguazú III, 3 puertas.        | Mercedes Benz O-500 U | Mercedes Benz O-500 U Voith |
| 4339   |          | Moreno | AD511PO  | 2018 | Metalpar Iguazú III, 3 puertas.        | Mercedes Benz O-500 U | Mercedes Benz O-500 U Voith |
| 4340   |          | Pilar  | AD511PP  | 2018 | Metalpar Iguazú III, 3 puertas.        | Mercedes Benz O-500 U | Mercedes Benz O-500 U Voith |
| 4343   |          | Pilar  | AD524DD  | 2018 | Metalpar Iguazú III, 3 puertas.        | Mercedes Benz O-500 U | Mercedes Benz O-500 U Voith |
| 4345   |          | Pilar  | AD524DG  | 2018 | Metalpar Iguazú III, 3 puertas.        | Mercedes Benz O-500 U | Mercedes Benz O-500 U Voith |
| 4346   |          | Moreno | AD524DI  | 2018 | Metalpar Iguazú III, 3 puertas.        | Mercedes Benz O-500 U | Mercedes Benz O-500 U Voith |
| 4347   |          | Pilar  | AD524DJ  | 2018 | Metalpar Iguazú III, 3 puertas.        | Mercedes Benz O-500 U | Mercedes Benz O-500 U Voith |
| 4348   |          | Moreno | AD524DK  | 2018 | Metalpar Iguazú III, 3 puertas.        | Mercedes Benz O-500 U | Mercedes Benz O-500 U Voith |
| 4349   |          | Moreno | AD524DL  | 2018 | Metalpar Iguazú III, 3 puertas.        | Mercedes Benz O-500 U | Mercedes Benz O-500 U Voith |
| 4350   |          | Moreno | AD524DM  | 2018 | Metalpar Iguazú III, 3 puertas.        | Mercedes Benz O-500 U | Mercedes Benz O-500 U Voith |
| 4351   |          | Pilar  | AD524DO  | 2018 | Metalpar Iguazú III, 3 puertas.        | Mercedes Benz O-500 U | Mercedes Benz O-500 U Voith |
| 4352   |          | Moreno | AD312MZ  | 2018 | Metalpar Iguazú III, 3 puertas.        | Mercedes Benz O-500 U | Mercedes Benz O-500 U Voith |
| 4353   |          | Moreno | AD329UA  | 2018 | Metalpar Iguazú III, 3 puertas.        | Mercedes Benz O-500 U | Mercedes Benz O-500 U Voith |
| 4354   |          | Moreno | AD329UC  | 2018 | Metalpar Iguazú III, 3 puertas.        | Mercedes Benz O-500 U | Mercedes Benz O-500 U Voith |
| 4355   |          | Moreno | AD329UL  | 2018 | Metalpar Iguazú III, 3 puertas.        | Mercedes Benz O-500 U | Mercedes Benz O-500 U Voith |
| 4356   |          | Moreno | AD329UN  | 2018 | Metalpar Iguazú III, 3 puertas.        | Mercedes Benz O-500 U | Mercedes Benz O-500 U Voith |
| 4357   |          | Moreno | AD329US  | 2018 | Metalpar Iguazú III, 3 puertas.        | Mercedes Benz O-500 U | Mercedes Benz O-500 U Voith |
| 4358   |          | Moreno | AD329UI  | 2018 | Metalpar Iguazú III, 3 puertas.        | Mercedes Benz O-500 U | Mercedes Benz O-500 U Voith |
| 4359   |          | Moreno | AD511PG  | 2018 | Metalpar Iguazú III, 3 puertas.        | Mercedes Benz O-500 U | Mercedes Benz O-500 U Voith |
| 4360   |          | Moreno | AD511PI  | 2018 | Metalpar Iguazú III, 3 puertas.        | Mercedes Benz O-500 U | Mercedes Benz O-500 U Voith |
| 4361   |          | Moreno | AD511PN  | 2018 | Metalpar Iguazú III, 3 puertas.        | Mercedes Benz O-500 U | Mercedes Benz O-500 U Voith |
| 4362   |          | Moreno | AD511PR  | 2018 | Metalpar Iguazú III, 3 puertas.        | Mercedes Benz O-500 U | Mercedes Benz O-500 U Voith |
| 4363   |          | Moreno | AD511PT  | 2018 | Metalpar Iguazú III, 3 puertas.        | Mercedes Benz O-500 U | Mercedes Benz O-500 U Voith |
| 4365   |          | Pilar  | AD511PX  | 2018 | Metalpar Iguazú III, 3 puertas.        | Mercedes Benz O-500 U | Mercedes Benz O-500 U Voith |
| 4368   |          | Moreno | AD524DB  | 2018 | Metalpar Iguazú III, 3 puertas.        | Mercedes Benz O-500 U | Mercedes Benz O-500 U Voith |
| 4369   |          | Pilar  | AD524DC  | 2018 | Metalpar Iguazú III, 3 puertas.        | Mercedes Benz O-500 U | Mercedes Benz O-500 U Voith |
| 4370   |          | Moreno | AD524DF  | 2018 | Metalpar Iguazú III, 3 puertas.        | Mercedes Benz O-500 U | Mercedes Benz O-500 U Voith |
| 4371   |          | Pilar  | AD524DH  | 2018 | Metalpar Iguazú III, 3 puertas.        | Mercedes Benz O-500 U | Mercedes Benz O-500 U Voith |
| 4372   |          | Moreno | AD524DN  | 2018 | Metalpar Iguazú III, 3 puertas.        | Mercedes Benz O-500 U | Mercedes Benz O-500 U Voith |
| 4374   |          | Pilar  | AD524DQ  | 2018 | Metalpar Iguazú III, 3 puertas.        | Mercedes Benz O-500 U | Mercedes Benz O-500 U Voith |
| 4375   |          | Pilar  | AD524DR  | 2018 | Metalpar Iguazú III, 3 puertas.        | Mercedes Benz O-500 U | Mercedes Benz O-500 U Voith |
| 4376   |          | Moreno | AD524DS  | 2018 | Metalpar Iguazú III, 3 puertas.        | Mercedes Benz O-500 U | Mercedes Benz O-500 U Voith |
| 4377   |          | Moreno | AE599XG  | 2021 | Nuovobus Cittá, 3 puertas.             | Mercedes Benz O-500 U | Mercedes Benz O-500 U Voith |
| 4378   |          | Moreno | AE599XE  | 2021 | Nuovobus Cittá, 3 puertas.             | Mercedes Benz O-500 U | Mercedes Benz O-500 U Voith |
| 4379   |          | Moreno | AE599XU  | 2021 | Nuovobus Cittá, 3 puertas.             | Mercedes Benz O-500 U | Mercedes Benz O-500 U Voith |
| 4380   |          | Moreno | AE599XF  | 2021 | Nuovobus Cittá, 3 puertas.             | Mercedes Benz O-500 U | Mercedes Benz O-500 U Voith |
| 4381   |          | Pilar  | AE599XI  | 2021 | Nuovobus Cittá, 3 puertas.             | Mercedes Benz O-500 U | Mercedes Benz O-500 U Voith |
| 4382   |          | Pilar  | AE599XD  | 2021 | Nuovobus Cittá, 3 puertas.             | Mercedes Benz O-500 U | Mercedes Benz O-500 U Voith |
| 4383   |          | Pilar  | AE699RH  | 2021 | Nuovobus Cittá, 3 puertas.             | Mercedes Benz O-500 U | Mercedes Benz O-500 U Voith |
| 4384   |          | Moreno | AE660EZ  | 2021 | Nuovobus Cittá, 3 puertas.             | Mercedes Benz O-500 U | Mercedes Benz O-500 U Voith |
| 4385   |          | Pilar  | AE599XL  | 2021 | Nuovobus Cittá, 3 puertas.             | Mercedes Benz O-500 U | Mercedes Benz O-500 U Voith |
| 4386   |          | Pilar  | AE599XH  | 2021 | Nuovobus Cittá, 3 puertas.             | Mercedes Benz O-500 U | Mercedes Benz O-500 U Voith |
| 4387   |          | Moreno | AE699RZ  | 2021 | Nuovobus Cittá, 3 puertas.             | Mercedes Benz O-500 U | Mercedes Benz O-500 U Voith |
| 4388   |          | Moreno | AE699RX  | 2021 | Nuovobus Cittá, 3 puertas.             | Mercedes Benz O-500 U | Mercedes Benz O-500 U Voith |
| 4389   |          | Pilar  | AE738RQ  | 2021 | Nuovobus Cittá, 3 puertas.             | Mercedes Benz O-500 U | Mercedes Benz O-500 U Voith |
| 4390   |          | Pilar  | AE699RY  | 2021 | Nuovobus Cittá, 3 puertas.             | Mercedes Benz O-500 U | Mercedes Benz O-500 U Voith |
| 4478   |          | Pilar  | AF239IG  | 2022 | Marcopolo Torino Low Entry, 3 puertas. | Mercedes Benz O-500 U | Mercedes Benz O-500 U Voith |
| 4479   |          | Pilar  | AF239IE  | 2022 | Marcopolo Torino Low Entry, 3 puertas. | Mercedes Benz O-500 U | Mercedes Benz O-500 U Voith |
| 4480   |          | Pilar  | AF239IC  | 2022 | Marcopolo Torino Low Entry, 3 puertas. | Mercedes Benz O-500 U | Mercedes Benz O-500 U Voith |
| 4481   |          | Pilar  | AF254CA  | 2022 | Marcopolo Torino Low Entry, 3 puertas. | Mercedes Benz O-500 U | Mercedes Benz O-500 U Voith |
| 4482   |          | Pilar  | AF254BY  | 2022 | Marcopolo Torino Low Entry, 3 puertas. | Mercedes Benz O-500 U | Mercedes Benz O-500 U Voith |
| 4483   |          | Pilar  | AF239IA  | 2022 | Marcopolo Torino Low Entry, 3 puertas. | Mercedes Benz O-500 U | Mercedes Benz O-500 U Voith |
| 4484   |          | Pilar  | AF254BZ  | 2022 | Marcopolo Torino Low Entry, 3 puertas. | Mercedes Benz O-500 U | Mercedes Benz O-500 U Voith |
| 4485   |          | Pilar  | AF239HZ  | 2022 | Marcopolo Torino Low Entry, 3 puertas. | Mercedes Benz O-500 U | Mercedes Benz O-500 U Voith |
| 4486   |          | Pilar  | AF239ID  | 2022 | Marcopolo Torino Low Entry, 3 puertas. | Mercedes Benz O-500 U | Mercedes Benz O-500 U Voith |
| 4487   |          | Pilar  | AF239IB  | 2022 | Marcopolo Torino Low Entry, 3 puertas. | Mercedes Benz O-500 U | Mercedes Benz O-500 U Voith |
| 4488   |          | Pilar  | AF239IF  | 2022 | Marcopolo Torino Low Entry, 3 puertas. | Mercedes Benz O-500 U | Mercedes Benz O-500 U Voith |
| 4489   |          | Pilar  | AF279CH  | 2022 | Marcopolo Torino Low Entry, 3 puertas. | Mercedes Benz O-500 U | Mercedes Benz O-500 U Voith |
| 4490   |          | Pilar  | AF239CE  | 2022 | Marcopolo Torino Low Entry, 3 puertas. | Mercedes Benz O-500 U | Mercedes Benz O-500 U Voith |
| 4491   |          | Pilar  | AF239CF  | 2022 | Marcopolo Torino Low Entry, 3 puertas. | Mercedes Benz O-500 U | Mercedes Benz O-500 U Voith |
| 4492   |          | Pilar  | AF239CG  | 2022 | Marcopolo Torino Low Entry, 3 puertas. | Mercedes Benz O-500 U | Mercedes Benz O-500 U Voith |
| 4493   |          | Pilar  | AF362RL  | 2022 | Marcopolo Torino Low Entry, 3 puertas. | Mercedes Benz O-500 U | Mercedes Benz O-500 U Voith |
| 4494   |          | Pilar  | AF362RM  | 2022 | Marcopolo Torino Low Entry, 3 puertas. | Mercedes Benz O-500 U | Mercedes Benz O-500 U Voith |
| 4495   |          | Pilar  | AF362RC  | 2022 | Marcopolo Torino Low Entry, 3 puertas. | Mercedes Benz O-500 U | Mercedes Benz O-500 U Voith |
| 4496   |          | Pilar  | AF362RT  | 2022 | Marcopolo Torino Low Entry, 3 puertas. | Mercedes Benz O-500 U | Mercedes Benz O-500 U Voith |
| 4497   |          | Pilar  | AF362RN  | 2022 | Marcopolo Torino Low Entry, 3 puertas. | Mercedes Benz O-500 U | Mercedes Benz O-500 U Voith |
| 4587   |          | Moreno | AG979FD  | 2024 | Nuovobus Cittá, 3 puertas.             | Mercedes Benz O-500 U | Mercedes Benz O-500 U Voith |
| 4640   |          | Moreno | AH106FF  | 2024 | Nuovobus Cittá, 3 puertas.             | Mercedes Benz O-500 U | Mercedes Benz O-500 U Voith |
| 4641   |          | Moreno | AG979JQ  | 2024 | Nuovobus Cittá, 3 puertas.             | Mercedes Benz O-500 U | Mercedes Benz O-500 U Voith |
| 4642   |          | Moreno | AG979FC  | 2024 | Nuovobus Cittá, 3 puertas.             | Mercedes Benz O-500 U | Mercedes Benz O-500 U Voith |
| 4645   |          | Moreno | AG979FI  | 2024 | Nuovobus Cittá, 3 puertas.             | Mercedes Benz O-500 U | Mercedes Benz O-500 U Voith |
| 4657   |          | Moreno | AG979FB  | 2024 | Nuovobus Cittá, 3 puertas.             | Mercedes Benz O-500 U | Mercedes Benz O-500 U Voith |
| 4682   |          | Moreno | AG979FG  | 2024 | Nuovobus Cittá, 3 puertas.             | Mercedes Benz O-500 U | Mercedes Benz O-500 U Voith |
| 4683   |          | Moreno | AG979FH  | 2024 | Nuovobus Cittá, 3 puertas.             | Mercedes Benz O-500 U | Mercedes Benz O-500 U Voith |
| 4684   |          | Moreno | AG979FE  | 2024 | Nuovobus Cittá, 3 puertas.             | Mercedes Benz O-500 U | Mercedes Benz O-500 U Voith |
| 4685   |          | Moreno | AG979FJ  | 2024 | Nuovobus Cittá, 3 puertas.             | Mercedes Benz O-500 U | Mercedes Benz O-500 U Voith |

## Proximidad con estaciones de Ferrocarril
- Línea Belgrano Norte
  - Estación A. del Valle
  - Estación Padilla
  - Estación Don Torcuato
  - Estación Del Viso
  - Estación Cecilia Grierson
- Línea Mitre
  - Estación Florida
  - Estación Mitre
  - Estación Martínez
  - Estación Acassuso
  - Estación San Isidro
  - Estación Beccar
  - Estación Victoria
  - Estación Virreyes
  - Estación San Fernando
  - Estación Carupá
  - Estación Gral. Pacheco
  - Estación López Camelo
  - Estación Bancalari
  - Estación Maq. Savio
- Línea Urquiza
  - Estación Lemos
- Línea San Martín
  - Estación San Miguel
  - Estación Pilar
- Línea Sarmiento
  - Estación Moreno
  - Estación U. de Luján
  - Estación Luján
- Tren de la Costa
  - Estación Avenida Maipú

## Lugares de Interés
- Terminal de Ómnibus de Luján
- Plaza San Miguel
- Cruce Castelar
- Fábrica Ford
- Hospital Vicente López
- Tortugas Open Mall
- Metrobús Norte
- Puente Saavedra
- Unicenter Shopping
- Estadio Ciudad de Vicente López (Club Atlético Platense)
- Estadio José Dellagiovanna (Club Atlético Tigre)
- Universidad Nacional de Luján
- Basílica de Nuestra Señora de Luján
- Panamericana y Ruta 197
- Panamericana y Ruta 202
- Panamericana y Av. Márquez
- Ruta 8 y Ruta 202
- Panamericana Ramal Pilar y Ruta 25
- Panamericana Ramal Pilar y Ruta 26
- Panamericana Ramal Escobar y Ruta 26

## Ramales Largos
- Pte.Saavedra/Moreno x Canal
- Pte.Saavedra/Moreno x Virreyes
- Pte.Saavedra/Moreno x Panamericana
- Pte.Saavedra/Pilar x Ruta 9
- Pte.Saavedra/Pilar x Fábrica Ford (General Paz)
- Pte.Saavedra/Pilar x Fábrica Ford (Htal. Vicente López)
- Pte.Saavedra/Pilar x Del Viso (General Paz)
- Pte.Saavedra/Pilar x Del Viso (Htal. Vicente López)
- Pte.Saavedra/Maquinista F. Savio Expreso (x Ruta 26 - Fonavi)
- Pte.Saavedra/Maquinista F. Savio x Peaje
- Pte.Saavedra/Pilar x Peaje
- Pte Saavedra/Luján x Moreno x Panamericana
- Moreno/Luján x Gaona
- Maquinista F. Savio/Pte Saavedra Directo a Boulogne (sin servicio)

## Ramales Cortos
- Pte.Saavedra/Fonavi
- Pte.Saavedra/Gral.Lemos
- Pte.Saavedra/San Miguel
- Moreno/San Miguel
- Moreno/Gral.Lemos
- Moreno/Don Torcuato
- Moreno/Ruta 202 y Panamericana
- Moreno/Av. Marquez y Panamericana
- Moreno/Estación Virreyes
- Moreno/Canal (Estación Carupá)
- Moreno/Terravista
- Moreno/Cruce Castelar
- Maquinista F. Savio/Ruta 197 y Panamericana
- Maquinista F. Savio/Ruta 202 y Panamericana
- Maquinista F. Savio/Av. Marquez y Panamericana
- Pilar/Ruta 197 y Panamericana (x Ford x Del Viso)
- Pilar/Ruta 202 y Panamericana
- Maquinista F. Savio/Pilar
- Pilar/Av.Marquez y Panamericana
- Pilar/Del Viso (Estación Del Viso)
- Pilar/Iglesia Pacheco (x Ruta 9)
- Pilar/Estación Carupa (x Ruta 9)
- Pilar/Maquinista F. Savio
- Pilar/Maschwitz
- Maquinista F. Savio/Maschwitz